# Akodon philipmyersi
Akodon philipmyersi е вид бозайник от семейство Хомякови (Cricetidae).

## Разпространение
Видът е разпространен в Аржентина.